# Sonorella allynsmithi
Sonorella allynsmithi är en snäckart som beskrevs av Gregg och W. B. Miller 1969. Sonorella allynsmithi ingår i släktet Sonorella och familjen Helminthoglyptidae. IUCN kategoriserar arten globalt som nära hotad. Inga underarter finns listade i Catalogue of Life.